# Miele di manuka

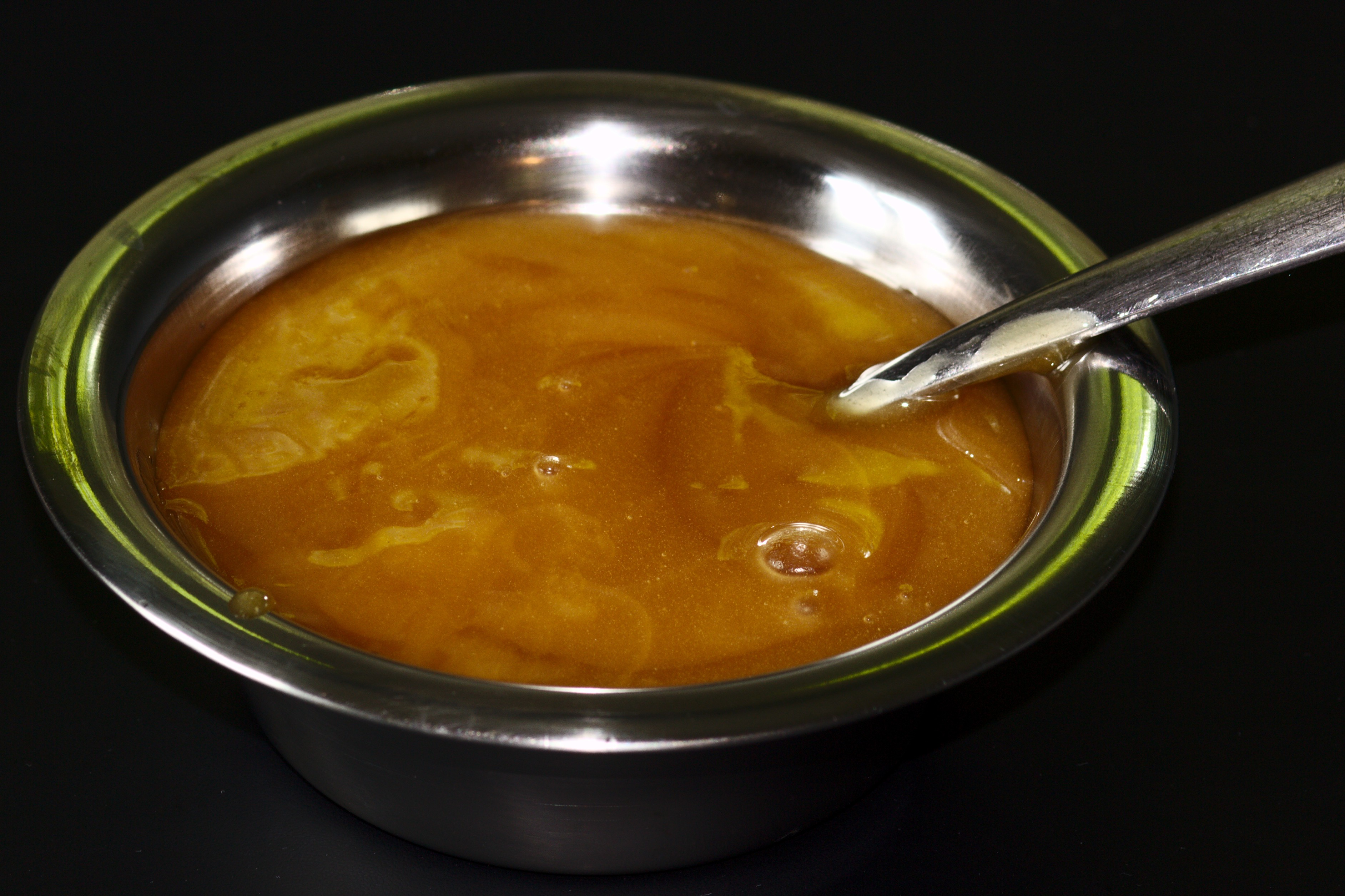
Ciotola di miele di manuka

Il miele di manuka (nome botanico Leptospermum scoparium) è un miele prodotto esclusivamente in Australia ed in Nuova Zelanda dal nettare dell'albero di manuka.
Mentre un componente presente nel miele di manuka, denominato metilgliossale (MGO), alimentare, ha proprietà antibatteriche in vitro, nel 2019 è stato condotto uno studio, su tessuto polmonare isolato di maiale, con infezioni batteriche simili a quelle osservate nei pazienti con fibrosi cistica, ha utilizzato il miele di Manuka per trattare queste infezioni. Il trattamento si è rivelato efficace nell’eliminare il 39% dei batteri con resistenza antibiotica, obiettivo centrato solo per il 29% dagli antibiotici. Ancor più interessante si è rivelata l’azione sinergica tra miele e antibiotici: i due trattamenti combinati sono riusciti ad eliminare il 90% dei batteri.

## Descrizione

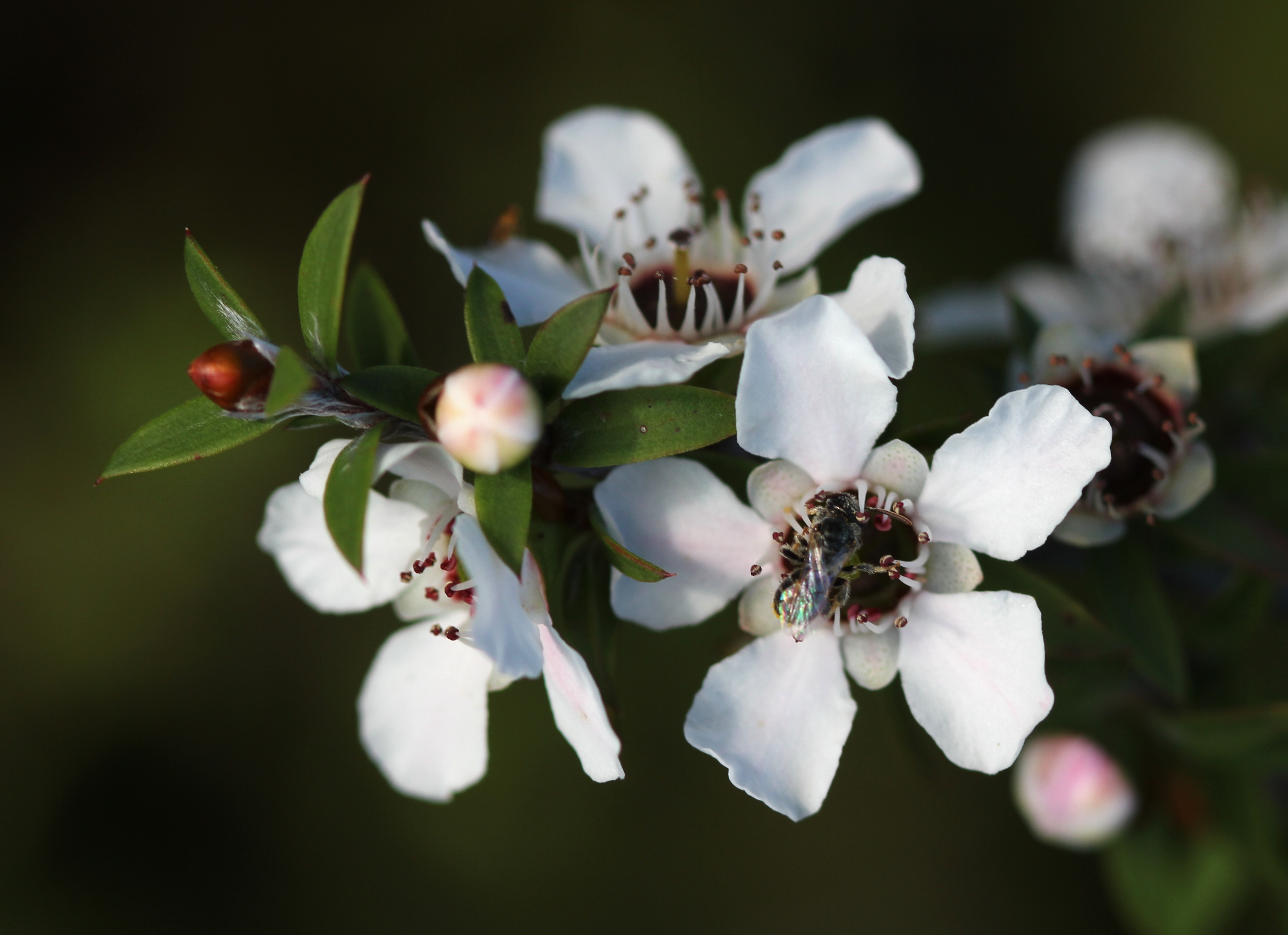
Ape su un fiore di manuka

Il miele ha un sapore forte, caratterizzato da un sapore "terroso, oliato ed erbaceo, ricco e complesso".